# Catasticta tricolor
Catasticta tricolor is een vlindersoort uit de familie van de witjes (Pieridae), onderfamilie Pierinae.
De wetenschappelijke naam van de soort werd in 1897 gepubliceerd door Butler.